# Andrzej Buncol
Andrzej Bernard Buncol, pseudonim Krupniok (ur. 21 września 1959 w Gliwicach) – polski piłkarz, pomocnik, reprezentant Polski, srebrny medalista mistrzostw świata 1982, zdobywca Pucharu UEFA z Bayer 04 Leverkusen (1988).

## Życiorys
Andrzej Buncol rozpoczynał swoją karierę klubową w Piaście Gliwice, w którym grał do roku 1979, kiedy to przeszedł do Ruchu Chorzów, zespołu mistrza Polski. Tam grał w I lidze dwa sezony. W tym czasie wyróżniał się na tyle, że stał się podstawowym zawodnikiem reprezentacji Polski. Debiutował w niej 17 lutego 1980 roku w Marrakeszu meczem z Marokiem (0:1). Zimą 1981 roku zmienił barwy klubowe i został zawodnikiem Legii Warszawa. W następnym roku pojechał z reprezentacją prowadzoną przez Antoniego Piechniczka na mundial do Hiszpanii. Na turnieju rozegrał wszystkie pełne mecze, zdobył również gola w meczu z Peru w pierwszej rundzie turnieju, wygranym 5:1, grał także w meczu o trzecie miejsce z Francją (3:2). Triumfy święcił również z klubem, jednak tylko krajowe. Nie zdobył z Legią tytułu mistrza Polski, a jedynie tytuły wicemistrzowskie w 1985 i 1986 roku. W roku 1986 pojechał na Mistrzostwa Świata do Meksyku, a wkrótce po nich zakończył występy w reprezentacji.
Po zakończeniu mundialu wyemigrował do Niemiec Zachodnich, gdzie przyjął obywatelstwo (nie zrzekając się polskiego) i kontynuował karierę klubową. Grał w zespołach: FC Homburg (1986/1987), Bayer 04 Leverkusen (1987–1992), gdzie był niekwestionowaną gwiazdą i zdobył Puchar UEFA w roku 1988, oraz w Fortunie Düsseldorf, w której zakończył karierę piłkarską w 1996 roku. W swoich występach w Bundeslidze zdobył 17 bramek. Ostatnią bramkę na tym poziomie zdobył 11 listopada 1995, w meczu przeciwko Borussii Mönchengladbach. 
W 2014 został członkiem Klubu Wybitnego Reprezentanta.